# جوزيف جاكوب فون
جوزيف جاكوب فون (بالألمانية: Joseph Jakob Plenck) (و. 1738 – 1807 م) هو عالم نبات، وأستاذ جامعي من النمسا . ولد في فيينا.

توفي في ميونخ.